# Совместный центр контроля и координации

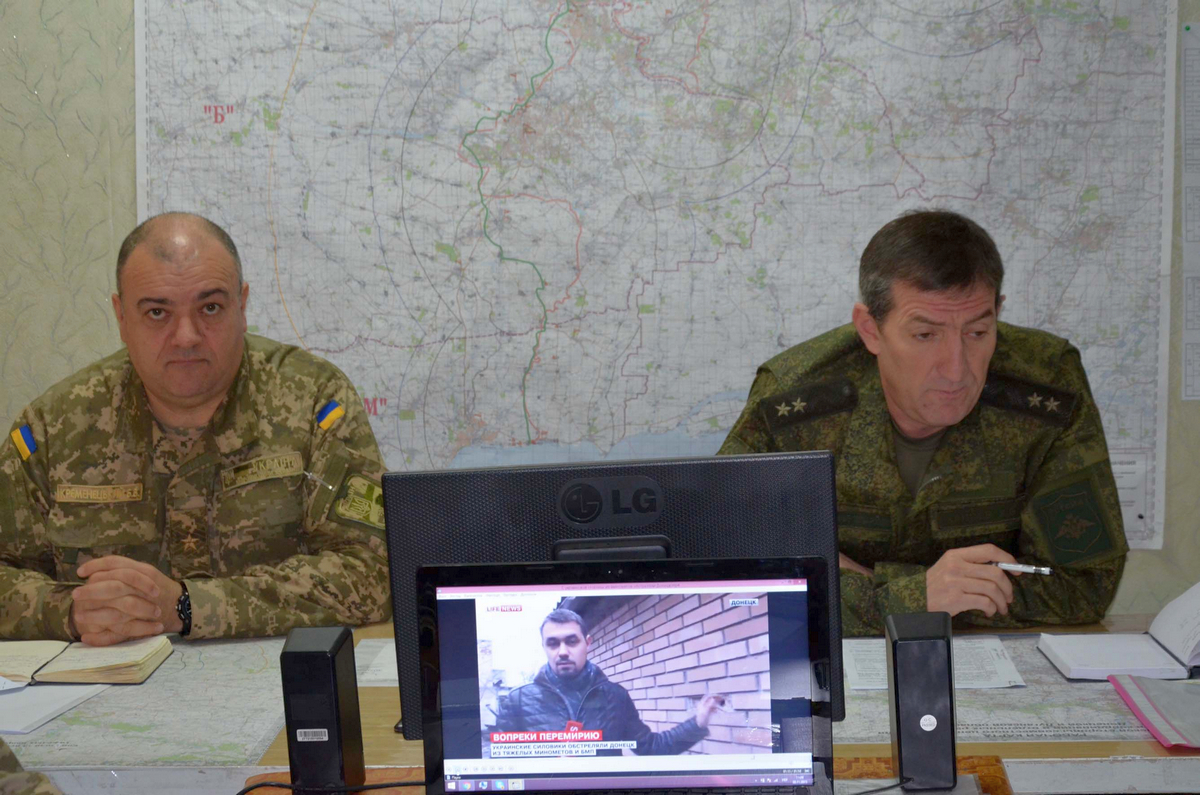
Совместное заседание украинских и российских военных, 2015 год

Совместный центр контроля и координации вопросов прекращения огня и стабилизации линии разграничения сторон (сокращённо — СЦКК; укр. Спільний центр з контролю та координації питань припинення вогню та стабілізації лінії розмежування сторін, англ. The Joint Centre for Control and Coordination on ceasefire and stabilization of the demarcation line) — орган, созданный по инициативе Контактной группы по мирному урегулированию ситуации на востоке Украины из украинских и российских военных для выполнения Минского протокола и соблюдения режима прекращения огня. СЦКК начал свою деятельность в сентябре 2014 года и фактически прекратил её в декабре 2017 года из-за ухода российских представителей.
Центр являлся единственным форматом участия российских военных в войне на Донбассе, который в 2014—2021 годах признавали власти РФ. Иное участие российских войск в войне на Донбассе Москва многие годы официально отрицала.

## История

### Создание
Совместный центр контроля и координации вопросов прекращения огня и стабилизации линии разграничения сторон был создан после подписания протокола по итогам консультаций Трёхсторонней контактной группы в Минске, заключённого 5 сентября 2014 года. Штаб центра был размещён в городе Соледаре Донецкой области и начал свою деятельность 26 сентября 2014 года. В состав СЦКК были включены представители Вооружённых сил Украины и России, а также представители специальной мониторинговой миссии ОБСЕ. Украина гарантировала безопасность и содержание представителей российской стороны.

Работа центра должна была завершиться с выполнением основных положений меморандума от 19 сентября 2014 года или с окончанием деятельности СММ ОБСЕ на Украине. На территории Украины были открыты 5 мобильных и 9 наблюдательных групп, развернувших 21 наблюдательный пост.. Тем не менее, по словам военного эксперта Виктора Мураховского, СЦКК не имел полномочий по соблюдению прекращении огня и отводе тяжёлых вооружений, а обладал лишь наблюдательными функциями.

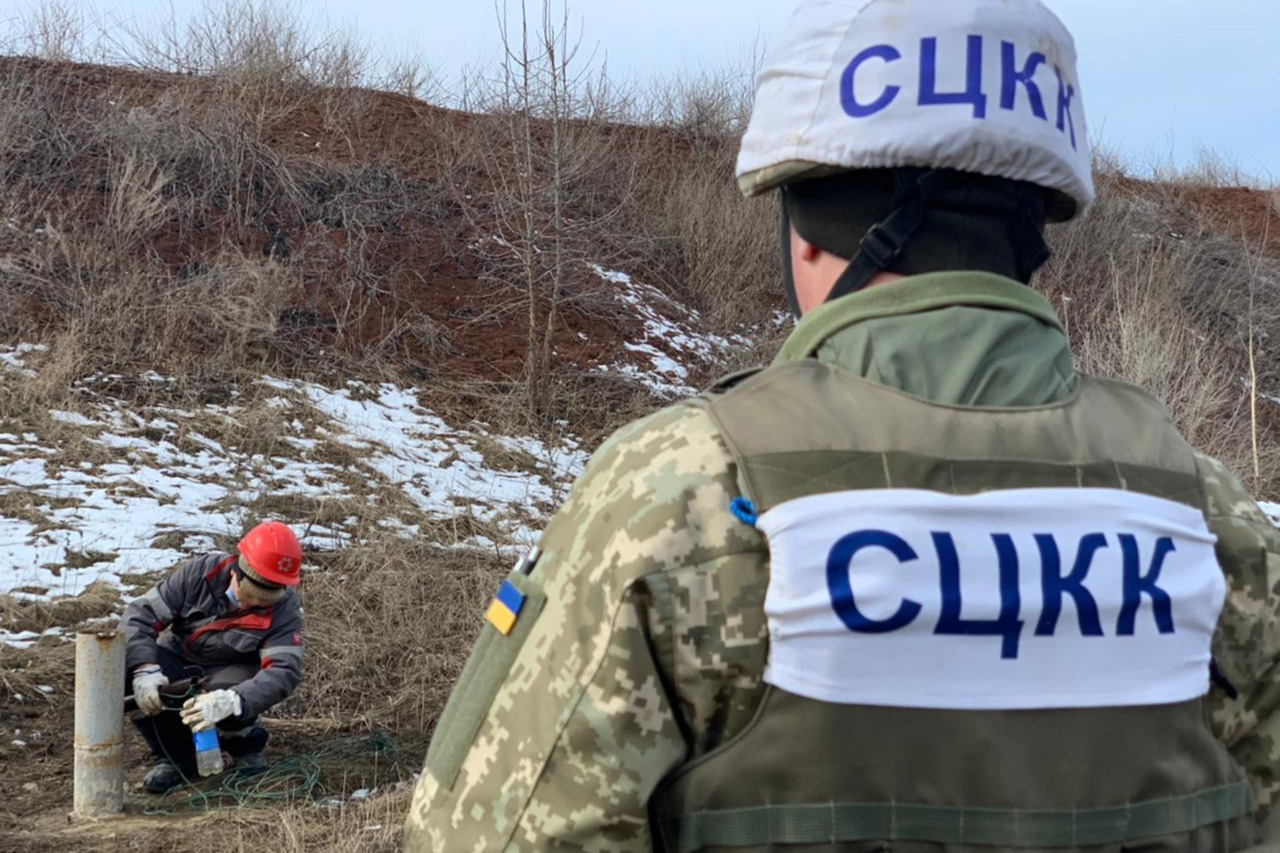
Представитель Украины в СЦКК

Уже в апреле 2015 года представители Украины и России в СЦКК начали вести отдельные журналы случаев нарушения режима прекращения огня.
В феврале 2016 года Служба безопасности Украины обвинила российских представителей в СЦКК в подрывной деятельности. Глава СБУ Василий Грицак заявил, что украинская спецслужба обнаружила у российских офицеров курсы лекций по использованию боевых танковых подразделений, устройства по подрыву мостов, учебные пособия для подготовки специалистов по использованию систем залпового огня. Спустя полтора года, 22 июня 2017 года СБУ выдворило из страны с запретом въезда на пять лет начальника штаба российского представительства в СЦКК полковника Владимира Чебана в связи с «действиями, противоречащими Минским соглашениям». В Министерстве обороны Российской Федерации данные действия были названы провокацией.

### Уход российских представителей

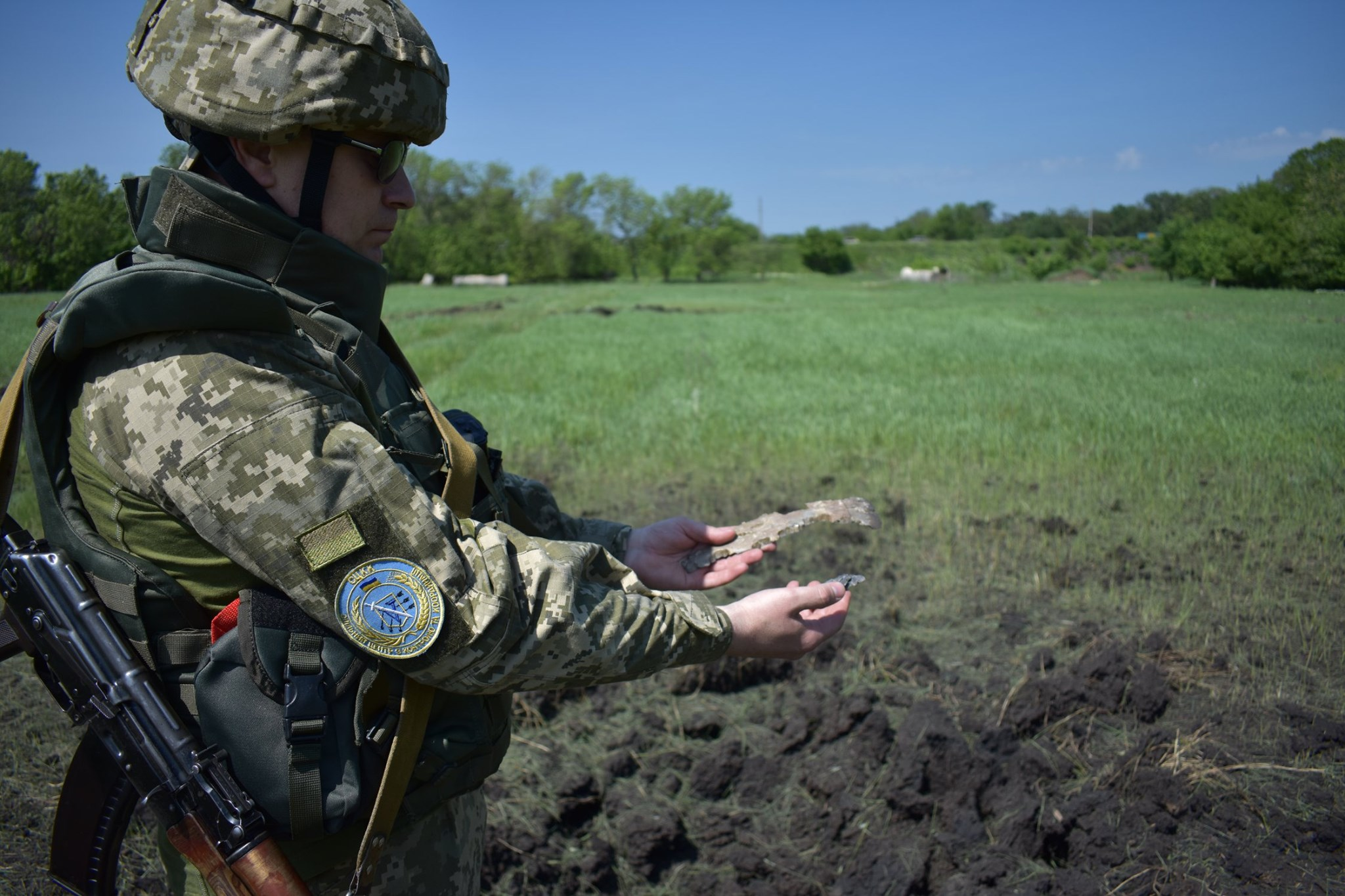
Украинский военный в СЦКК фиксирует последствия обстрела, 2019 год

19 декабря 2017 года представители России прекратили свою деятельность в СЦКК. Официально это было аргументировано препятствованию деятельности российской стороны, морально-психологической обстановкой и изменениями в законе, вступавшем в силу с 1 января 2018 года, о порядке пересечения границы Украины гражданами РФ, по которому россияне должны заранее предоставлять свои данные украинской стороне. МИД Украины расценил такой шаг России как подрыв Минских договорённостей и назвал это «очередной провокацией». Президент Украины Пётр Порошенко после этого предложил заменить россиян в СЦКК на представителей Германии и Франции.
В результате выхода РФ, СЦКК фактически прекратил свою деятельность на неподконтрольных Украине территориях Донецкой и Луганской областей. Несмотря на это представители Специальной мониторинговой миссии ОБСЕ фиксировали на линии разведения войск людей с повязками «СЦКК». Так, 19 декабря 2017 года в одностороннем порядке было создано «представительство» самопровозглашённой ЛНР в СЦКК, а 18 апреля 2017 года — аналогичное ведомство в непризнанной ДНР.
13 октября 2021 года украинские военные задержали Андрея Косяка, сотрудника «представительства ЛНР в СЦКК». В связи с этим в ЛНР заявили, что прекращают обсуждение любых вопросов с Киевом в рамках СЦКК до освобождения Косяка.
В декабре 2021 года Украина предлагала включить в состав СЦКК представителей Германии и Франции, на что представители России ответили отказом.

### Во время российского вторжения на Украину
В ходе полномасштабной войны на Украине российская сторона продолжает использовать символику и название СЦКК при освещении последствии обстрелов которые приписывает украинской стороне, несмотря на фактическое завершение деятельности организации в 2017 году. С началом вторжения «представительства» ЛНР и ДНР в созданном ими СЦКК опубликовали меморандумы, после чего орган стал называться «Совместный центр контроля и координации вопросов, связанных с военными преступлениями Украины».

## Деятельность
Центр был создан для совместной координации действий по прекращению огня в зоне боевых действий на Донбассе. Кроме того, в обязанности СЦКК входил контроль прекращение применения всех видов вооружения, обмен военнопленными, отвод тяжёлого вооружения от линии соприкосновения сторон, помощь органам местного самоуправления, предприятиям, организациям и мирным жителям, обеспечение безопасности во время работ по восстановлению инфраструктуры региона.

## Состав

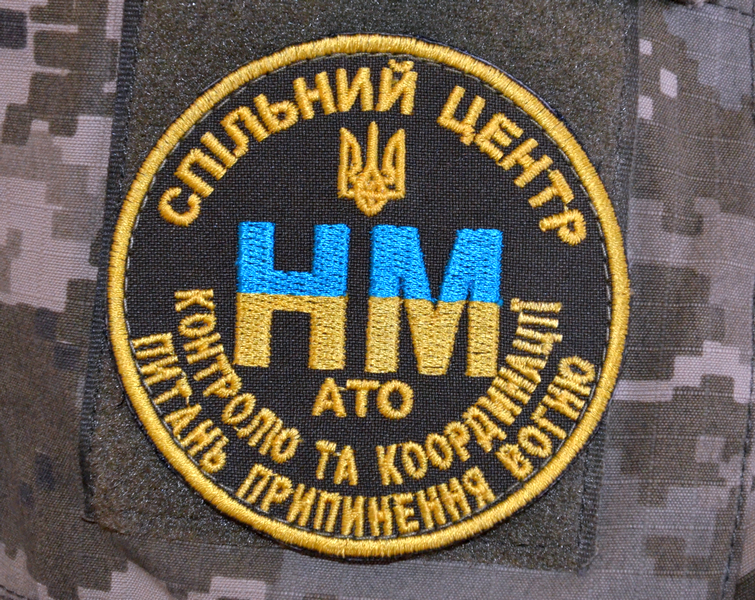
Логотип представителей Украины в СЦКК

На начальном этапе, кроме представителей Украины, России и ОБСЕ в СЦКК входили представители самопровозглашённых ДНР и ЛНР. Тем не менее с конца 2014 года в работе СЦКК участвовали исключительно украинские и российские офицеры.
Численность военных в СЦКК неоднократно менялась. Российская сторона проводила ротацию каждые три месяца, поскольку граждане РФ не могли находится на Украине дольше этого срока.
По данным генерал-майора Александра Розмазнина в начале деятельности СЦКК в его состав входило 27 украинских и 18 российских военных (всего — 45). К 2015 году число военных увеличилось до 128. По данным МИД России в состав центра входило по 75 представителей Украины и России. На момент ухода российских военных из СЦКК в декабре 2017 года на территории ДНР и ЛНР по заявлению генерал-майора Юрия Остаха работало 6 украинских и 36 российских военных.
Украинская сторона, отбирая представителей в СЦКК, обращала внимание на их состояние здоровья, физическую подготовку, способность исполнять обязанности в сложных условиях и уровень общевоенной подготовки.

## Руководители

### ВС России
- Ленцов Александр, генерал-лейтенант (сентябрь-декабрь 2014)[14]
- Вязников Александр, генерал-майор (с декабря 2014)[15]
- Ленцов Александр, генерал-полковник (с февраля 2015)[16]
- Романчук Александр, генерал-лейтенант (июль 2015 — декабрь 2017)[17][18]
- Костарев Сергей Валерьевич, генерал-лейтенант (2017)[3]

### ВС Украины
- Думанский Юрий, генерал-лейтенант (сентябрь-октябрь 2014)[19]
- Аскаров Владимир, генерал-лейтенант (октябрь-декабрь 2014)
- Розмазнин Александр, генерал-майор (с декабря 2014 года)[20]
- Таран Андрей, генерал-майор (апрель-август 2015)[21]
- Кременецкий Борис, генерал-майор (с августа 2015)[22]
- Тимошенко Радион, генерал-майор (2016)[23]
- Петренко Анатолий, генерал-майор (2016—2017)[24]
- Бондар Богдан, генерал-майор (2017)[25]
- Юрий Остах, генерал-майор (2017—2018)[3]